# St. Sebastian (Nienberge)

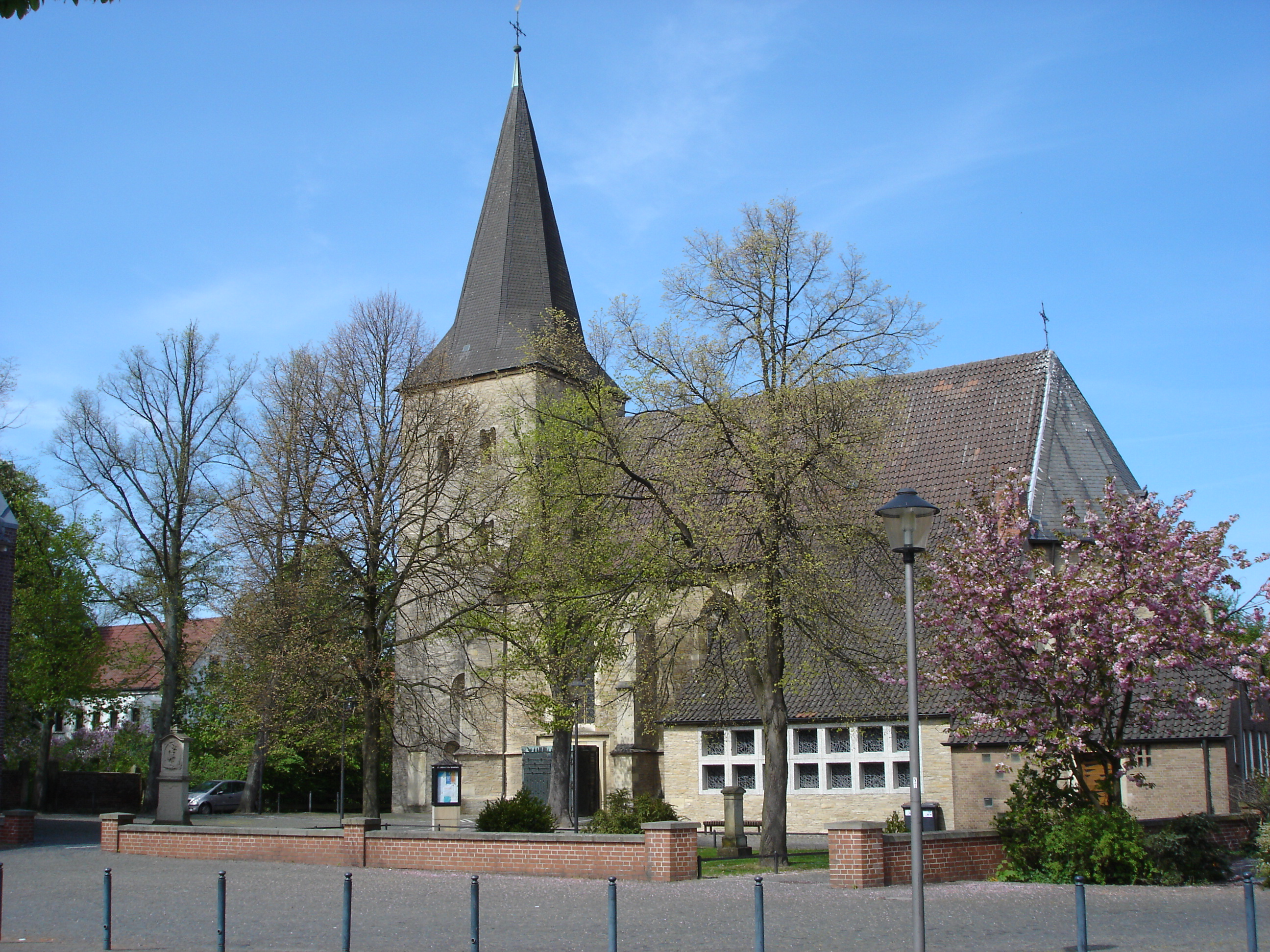
St. Sebastian (2007)

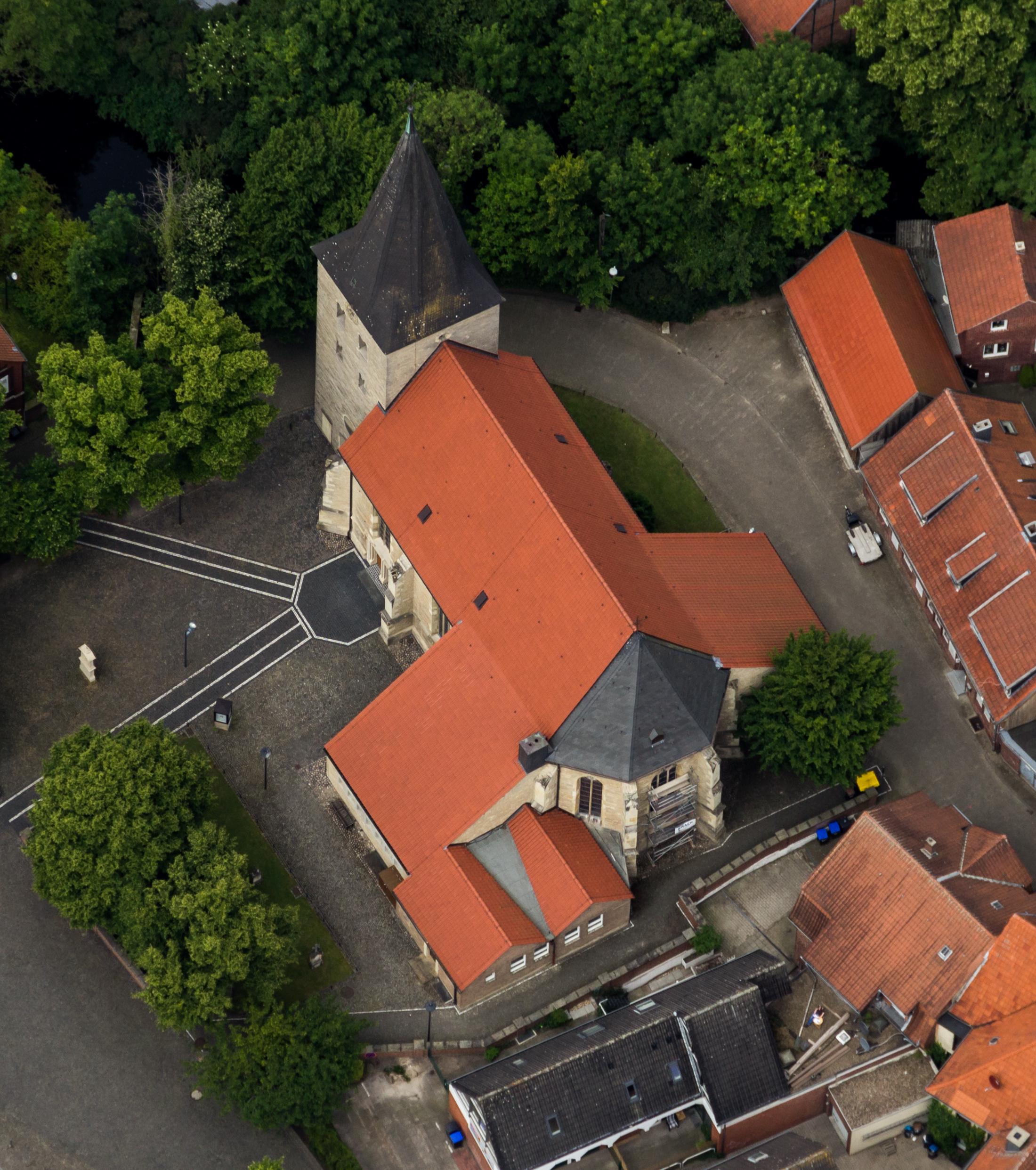
Luftbild (2014)

Die katholische Kirche St. Sebastian ist ein denkmalgeschütztes Kirchengebäude in Nienberge, einem Stadtteil von Münster, im Kreis Münster in Nordrhein-Westfalen. Sie ist seit dem 9. März 2014 Filialkirche der Pfarrei Liebfrauen-Überwasser. gehört zum Stadtdekanat Münster des Bistums Münster.

## Beschreibung und Architektur
Die Pfarre wurde kurz nach 1040 gegründet. Der starke romanische Westturm stammt aus dem 12. Jahrhundert, er ist mit Schallarkaden in zwei Geschossen versehen. Das Langhaus ist ein niedriger, gewölbter Saal von drei Jochen mit einem 5/8 Schluss. Der Schlussstein im Chor, mit dem Bild des Kirchenpatrons ist mit 1499 bezeichnet. Im 20. Jahrhundert wurde ein Querhaus angebaut.

## Ausstattung
- Ein spätgotisches, achteckiges Sakramentshäuschen. Es ist mit einem durchbrochenen Helm gekrönt und weist am Sockel reichen Figurenschmuck zum Thema der Heilsgeschichte auf.
- Eine steinerne Kanzel mit durchbrochenen Maßwerkfüllungen. Der Fuß wurde erneuert. Die Kanzel stammt aus der Erbauungszeit der Kirche.
- Ein Taufstein, von einer Schlange umwunden von 1790, wohl von Johann Wilhelm Gröninger.
- Zwölf unterlebensgroße Apostelfiguren aus Holz, sie entstanden um 1470 in den Niederlanden, gelangten nach der Reformation nach Nordwalde in die Nordwalder Pfarrkirche St. Dionysius, von wo sie 1895 nach Nienberge abgegeben wurden. (In Nordwalde gibt es seit den 1980er Jahren wieder Kopien der Figuren.)[2]
- Drei gefasste Stuckreliefs mit der Geißelung und Kreuzigung Christi sowie mit der Marienklage stammen wohl vom alten 1655 errichteten Hochaltar.[3]
- Vier Bronzeglocken, gegossen 1950 von Petit & Edelbrock Gescher, Tonfolge d'-f'-g'-a'.

### Orgel
Die Orgel geht zurück auf ein Instrument des Orgelbauers Caspar Melchior Kersting (Münster) aus dem Jahre 1840. Das Instrument wurde 1959 durch den Orgelbauer Emanuel Kemper (Lübeck) umgebaut, und 1979 durch den Orgelbauer Friedrich Fleiter (Münster) um das Rückpositiv erweitert. Hauptwerk und Windlade von 1840 sind original erhalten. Das Schleifladen-Instrument hat 22 Register auf zwei Manualen und Pedal. Die Spieltrakturen sind mechanisch, die Registertrakturen elektrisch.
| I Hauptwerk C–g3 |                |       |
| 1.               | Bordun         | 16′   |
| 2.               | Prinzipal      | 8′    |
| 3.               | Gedackt        | 8′    |
| 4.               | Salicional     | 8′    |
| 5.               | Oktave         | 4′    |
| 6.               | Rohrflöte      | 4′    |
| 7.               | Sesquialter II | 2 ⁄3′ |
| 8.               | Waldflöte      | 2′    |
| 9.               | Mixtur IV      | 1 ⁄3′ |
| 10.              | Trompete       | 8′    |
|                  | Tremulant      |       |

| II Rückpositiv C–g3 |             |       |
| 11.                 | Gedackt     | 8′    |
| 12.                 | Prinzipal   | 4′    |
| 13.                 | Koppelflöte | 4′    |
| 14.                 | Waldflöte   | 2′    |
| 15.                 | Quinte      | 1 ⁄3′ |
| 16.                 | Scharff III | 1′    |
| 17.                 | Dulzian     | 8′    |
|                     | Tremulant   |       |

| Pedal C–f1 |                 |       |
| 18.        | Subbass         | 16′   |
| 19.        | Offenbass       | 8′    |
| 20.        | Choralbass      | 4′    |
| 21.        | Rauschpfeife II | 2 ⁄3′ |
| 22.        | Fagott          | 16′   |

- Koppeln: II/I, I/P, II/P

## Belletristik
Die Kirche findet in einer Sage (nach J. G. Th. Grässe) über einen Grinkenschmied wie folgt Erwähnung: „An der Kirchtür zu Nienberge soll auch ein Schloss von ihm sein, das hatte die Eigenschaft, dass es die Diebe, die es erbrechen wollten, gleich festnahm und gefangen hielt.“

## Trivia
Die Gemeinde St. Sebastian bildet mit der evangelischen Lydia-Gemeinde in Havixbeck, die auch Nienberge einschließt, seit 2022 die erste ökumenisch-kooperative Gemeinde in Deutschland.